# Katalán nyelv
A katalán nyelv (katalánul català,  IPA: [kə.tə'la] vagy [ka.ta'la]) az indoeurópai nyelvcsalád itáliai ágán az újlatin nyelvek nyugati csoportjába tartozik. Legközelebbi rokonságban a Franciaország déli részén beszélt okcitán (régebbi nevén: provanszál) nyelvvel áll, amellyel történeti egységet alkot. Hivatalos nyelv Andorrában, valamint Spanyolországban Katalónia, Valencia (valenciai, valencià) és a Baleár-szigetek (baleári, balear) autonóm közösségekben. Andorrában az egyetlen hivatalos nyelv (bár sokan használják a spanyolt és a franciát is), míg Spanyolországban regionálisan – a fenti autonóm közösségekben – második hivatalos nyelv a kasztíliai spanyol mellett.
Beszélői száma mintegy 10 millió fő, többségük Spanyolország területén, mások Andorrában, ill. Franciaországban élnek. A nyelv Valenciában beszélt nyelvjárását valenciainak nevezik (katalánul valencià); noha politikai okokból a valenciaiak sokszor különálló nyelvnek tekintik, nyelvészetileg nem mutat nagyobb eltéréseket a katalóniai változattól, mint például a Kasztíliában beszélt spanyol az andalúztól.
Katalán nyelvű a Bobobók (Bobobobs) című rajzfilmsorozat is, amelyet a 90-es években Magyarországon is sugároztak.

## Történet
A katalán a 9. század során fejlődött ki a vulgáris latin nyelvből, a Keleti-Pireneusok mindkét oldalán (Roussillon, Empuries, Besalú, Cerdanya, Urgell, Pallars és Ribagorça megye területe). Egyaránt mutat galloibér és iberoújlatin jellegeket, tehát a kezdeti állapotában nem volt más, mint csupán az okcitán egy különcködő nyelvjárása. Később fokozatosan önállósodott, és évszázadokra a helyiek közlési eszközévé vált. Az első írásos szövegek a 13., 14. századból származnak, ellenben az 1600-as évekre a katalán irodalom visszaszorult, a spanyol, francia vagy olasz nyelvű alkotások javára. A nemzeti katalán irodalom a 19. század során kapott újra erőre.
A francoista Spanyolországban (1939-1975) a katalán helyett a spanyol használatát javasolták – a nyelv nyilvános használata elnyomottá, gyakorlatilag tiltottá lett. Francót megelőzően az 1923-ban hatalomra került Miguel Primo de Rivera is egyszer már betiltotta a katalán nyelv használatát. Ennek ellenére sikerült néhány ezer katalán könyvet megjelentetni, ugyanis Franco tábornok azon véleménye, ami szerint a katalán egy régies nyelvjárás, lehetővé tette például  a régi költészet ismételt kiadását. Egyes jelenkori munkáknak is sikerült kikerülni a cenzúrát azzal, hogy réginek állították be őket.
Franco 1975-ös halála után a demokrácia helyreállásával együtt a katalán újjászületés is bekövetkezett. Ma a nyelvet használják a politikai életben, az oktatásban és a médiában is.

## Földrajzi elterjedés
A katalánt az alábbi területeken beszélik:
| Név                      | Ország        | Katalán név               |
| Katalónia                | Spanyolország | Catalunya                 |
| Valencia                 | Spanyolország | València                  |
| Franja d'Aragó, Aragónia | Spanyolország | Franja d'Aragó            |
| Baleár-szigetek          | Spanyolország | Illes Balears i Pitiüsses |
| Andorra                  | Andorra       | Principat d'Andorra       |
| Észak-Katalónia          | Franciaország | Catalunya Nord            |
| Murcia kis része         | Spanyolország | el Carxe                  |
| Alghero város, Szardínia | Olaszország   | l'Alguer                  |

Noha közülük csak Andorra egy valódi ország, a fenti területeket köznyelvileg "katalán országoknak" szokás nevezni közös történelmük és hagyományaik miatt.

### Beszélői száma
| Ahol a katalán hivatalos        |            |           |
| Terület                         | Érti       | Beszéli   |
| Katalónia (Spanyolország)       | 5 837 874  | 4 602 611 |
| Baleár-szigetek (Spanyolország) | 733 466    | 504 349   |
| Valencia (Spanyolország)        | 3 512 236  | 1 972 922 |
| Andorra                         | 62 381     | 49 519    |
| Összesen                        | 10 145 957 | 7 129 401 |

| A világ más részein              |            |            |
| Terület                          | Érti       | Beszéli    |
| Alghero (Szardínia, Olaszország) | 20 000     | 17 625     |
| Észak-Katalónia (Franciaország)  | 203 121    | 125 622    |
| Franja de Ponent (Spanyolország) | 47 250     | 45 000     |
| Carxe (Murcia, Spanyolország)    | Nincs adat | Nincs adat |
| A világ többi része              | Nincs adat | 350 000    |
| Összesen                         | 270 371    | 538 247    |

| Összesítve                |            |           |
| Terület                   | Érti       | Beszéli   |
| Katalán országok (Európa) | 10 416 328 | 7 317 648 |
| A világ többi része       | Nincs adat | 350 000   |
| Összesen                  | 10 416 328 | 7 667 648 |

## Nyelvjárások

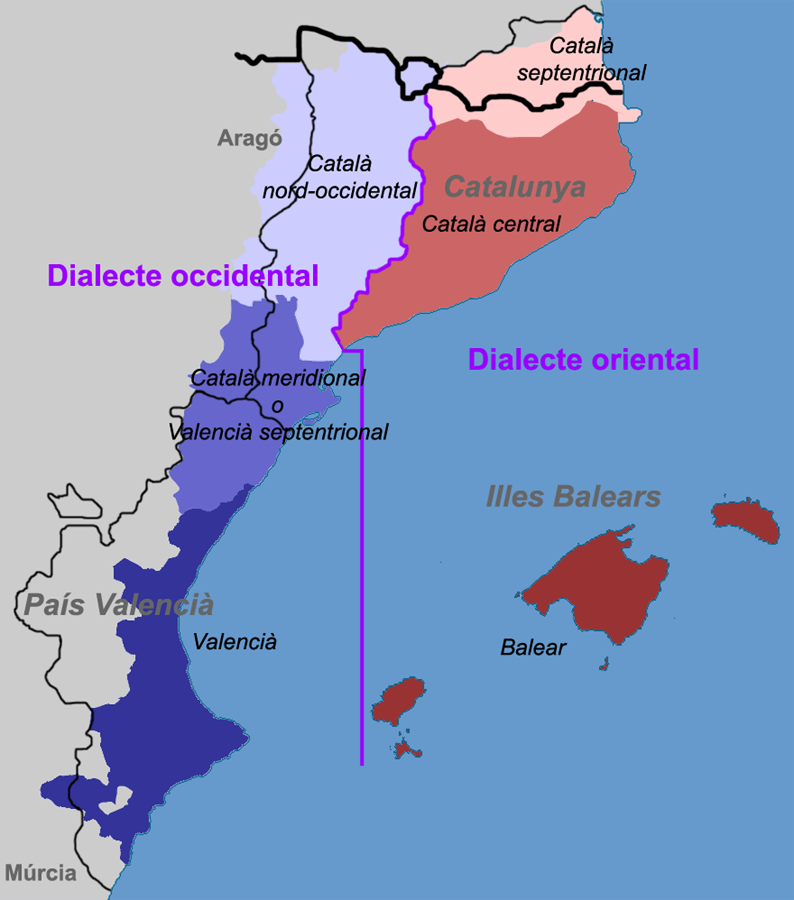
A katalán változatai

1861-ben Manuel Milà i Fontanals két fő csoportra osztotta a katalán nyelvjárásokat: keleti katalán és nyugati katalán.
Az egyes nyelvjárások között nem vonható kézzelfogható földrajzi határ, mivel a szomszédok általában fokozatosan alakulnak át az egyikből a másikba, átmeneti jellegeket hordozva. A két fő csoport legfontosabb jellemzői:
- Nyugati katalán
  - Hangsúlytalan magánhangzók: [a] [e] [i] [o] [u]. Különbségtétel e és a valamint o és u között.
  - szóeleji vagy mássalhangzó utáni x egy affrikátává (/tʃ/) alakul. Magánhangzóközi helyzetben, vagy i által követve ellenben /ʃ/.
  - Az első személy kijelentő mód jelen idő jele -e vagy -o.
  - Sajátos elemek a szókincsben: espill, xiquet, granera, melic stb.
- Keleti katalán
- Hangsúlytalan magánhangzók: [ə] [i] [u]. Ha az e és az a hangsúlytalan, /ə/-vé, illetve az o és u /u/-vá változik.
  - Az x mindig a /ʃ/ frikatívát jelöli.
  - Az első személy kijelentő mód jelen idő jele -o, -i, vagy -ø.
  - Sajátos szókincs: mirall, noi, escombra, llombrígol' stb.

Az egységesített irodalmi nyelv a középső katalán nyelvjáráson, a keleti dialektusok egyikén alapul. A főnyelvjárások további alnyelvjárásokra oszthatók. Ezek az alábbiak:
| nyugati katalán - északnyugati katalán - ribagorzai - pallarsi - lleidai - átmeneti valenciai - tortosai - matarranyai - vinaròsi - maestrati valenciai (Valencia egy vidékén) - valenciai - castellóni - apitxat - dél-valenciai - alicantei - majorcai | keleti katalán - északi katalán - középső katalán - salat - barcelonai - tarragonai - xipella - baleári - mallorcai - menorcai - ibizai - algherói |

A valenciain kívül más beszélők is szeretnek különálló ibizai, illetve mallorcai nyelv-ről beszélni, s különösebb megalapozottság nélkül óhajtják ezen nyelvjárások külön nyelvként történő elismerését.

## Nyelvtan

### Névelők és főnevek
| Határozott névelők   | Határozott névelők | Határozott névelők |
| Szám                 | Hímnemű            | Nőnemű             |
| -------------------- | ------------------ | ------------------ |
| egyes szám           | el, l'             | la, l'             |
| többes szám          | els                | les                |
| Határozatlan névelők |                    |                    |
| egyes szám           | un                 | una                |

A főnevek lehetnek hím- vagy nőneműek, ugyanis mint a többi újlatin nyelv, a katalán is ismeri a nyelvtani nem fogalmát. Hímnemű például az el llibre 'a könyv', nőnemű a la taula 'az asztal'.
A latin illeből és unusból származtatott névelők a jobb oldalon látható alakokat vehetik föl. A felsorolt alakok az irodalmi nyelvváltozatban használatosak – néhány nyelvjárásban más alakokra is rá lehet bukkanni. Például Nyugat-Katalóniában a hímnemű névelők el és els formája helyett a lo és los használatos. Még meglepőbb, hogy Baleár-szigeteken a határozottak egészen máshonnét erednek: egy latin kifejezésből, az ipseből, ami megközelítőleg "az az egy" jelentéssel bír. Ennek megfelelően az ottani dialektusban a következők a határozott névelők: es, s´ (E/hn), sa, s´ (E/nn), ses (T/hn), ses (T/nn).
A nyelvtani nem a katalánban megkülönböztető szereppel bír. Azok a szavak, amik egy nem-katalánnak csupán egy szó hím- és nőnemű módosulatainak tűnnek, valójában akár teljesen mást is jelenthetnek: el cap 'a fej' – la capa 'a réteg'; el roc 'hitregebeli óriásmadár' – la roca 'a szikla'. Vannak köztük olyanok is, amelyek a névelőn kívül semmiben sem különböznek egymástól, például el pols 'a pulzus' – la pols 'a por'.
| Főnévi igenév                      | Főnévi igenév | Főnévi igenév |
| ---------------------------------- | ------------- | ------------- |
| cant-ar 'énekelni'                 |               |               |
| Gerundium                          |               |               |
| cant-ant                           |               |               |
| Melléknévi igenév                  |               |               |
| cant-at                            |               |               |
| Ragozás kijelentő mód jelen időben |               |               |
| Személy                            | Egyes szám    | Többes szám   |
| 1.                                 | cant-o        | cant-em       |
| 2.                                 | cant-es       | cant-eu       |
| 3.                                 | cant-a        | cant-en       |

### Igék
Az ige cselekvést, létezést vagy történést fejez ki, illetve funkcionálhat kopulaként is. A katalán igéknek van igeideje. Egy igeidő jellemezhető annak módjával (kijelentő, kötő, valamint felszólító), idejével (múlt, jelen, továbbá jövő), és aspektusával. Az aspektus a cselekvés vagy történés időtartamára utal, például különbséget tesz a pillanatnyi és folyamatos műveletek között.
Az igéket ragozni kell mindezek kifejezéséhez. Az igéket háromféle csoportba lehet osztani ez alapján. Az első igeragozás azokon az igéken érvényesül, amiknek a végződése főnévi igenévként -ar (például cantar 'énekelni'), a második a -re vagy -er végűeké (például batre 'ütni'), míg a harmadik az -ir végűeké (például sentir 'érezni'). Ahogy más nyelvekben is, a katalánban is vannak rendhagyó igék, de még ezek is viszonylagosan igazodnak a ragozási paradigmákhoz.
Az első igeragozásra látható egy tömör példa a jobb oldali táblázatban.

## Nyelvi példák

### Néhány mondat és kifejezés
Néhány mondat és kifejezés a katalán irodalmi változatából (középső nyelvjárás):
- Katalán: Català [kətəˈlɑ]
- Szia!: hola [ˈɔlə]
- Viszlát!: adéu [əˈðew] (egyes szám); adéu siau [əˈðew siˈaw] (többes szám)
- Kérlek: si us plau [sisˈplaw]
- Köszönöm: gràcies [ˈgrɑsiəs]; mercès [mərˈsɛs]
- Sajnálom: perdó [pərˈðo], ho sento [u ˈsentu]
- Az (mutató nm.): aquest [əˈkɛt] (hímnemű); aquesta [əˈkɛstə] (nőnemű)
- Mennyi?: quant val? [ˈkwɑmˈbɑl]; quant és? [ˈkwɑnˈes]
- Igen: sí [ˈsi]
- Nem: no [ˈno]
- Nem értem: No ho entenc [ˈno wənˈteŋ]
- Hol van a fürdő?: on és el bany? [ˈonˈezəlˈβaɲ]; on és el lavabo? [ˈonˈezəlˈləˈβɑβu]
- Egészségedre!: salut! [səˈlut];
- Beszélsz angolul?: Que parla l'anglès? [kə ˈparlə lənˈglɛs]
- Beszélsz katalánul?: Que parla el català? [kə ˈparləl kətəˈlɑ]

### Hangminta
Idézet az Emberi Jogok Egyetemes Nyilatkozatából:

Tots els éssers humans neixen lliures i iguals en dignitat i en drets. Són dotats de raó i de consciència, i han de comportar-se fraternalment els uns amb els altres.
„Minden emberi lény szabadon születik, és egyenlő méltósága és joga van. Ésszel s lelkiismerettel bírván, egymással testvéri szellemben kell, hogy viselkedjenek.”

- Barcelonai nyelvjárásban: Sergi Giménez Palomo
- Valenciai nyelvjárásban: Margarita Gracia Sanz

### Intézmények
- (katalánul) Institut d'Estudis Catalans
- (katalánul) Acadèmia Valenciana de la Llengua
- (katalánul) Direcció General de Política Lingüística (DGPL)

### A katalán nyelvről
- (angolul) Az Ethnologue a katalánról
- (katalánul) (angolul) Katalán anyagok a világhálón
- (katalánul) Gramàtica essencial de la llengua catalana (Katalán nyelvtan)